# アンドレイ・チミル
アンドレイ・チミル（Andreï Tchmil、ウクライナ語表記:Андрій Чміль1963年1月22日 - ）は、ロシア（旧ソビエト連邦）、ハバロフスク出身の元自転車競技（ロードレース）選手。現在はUCIプロチームチーム・カチューシャのゼネラルマネジャーを務める。
選手時代は、クラシックスペシャリストとしての実績を残した。

## 経歴
生後まもなく、一家がウクライナに移住。自転車競技のスタートは、モルドバ共和国にあったサイクリングスクール時代であった。
1989年、イタリアのアルファ・ルムと契約を結んでプロロード選手に転向。
1991年
- ソ連選手権・個人ロードレースを優勝した。

ソ連邦崩壊後は、ウクライナ国籍を得たが、その後、モルドバ共和国籍を経て、生活の拠点としていたベルギーの国籍を取得した。
1994年
- パリ〜ルーベ 優勝
- GP西フランス・プルエー 優勝

1997年、パリ〜ツール 優勝
1999年
- ミラノ〜サンレモ 優勝
- UCI・ロードワールドカップ総合優勝を果たした。

- 2000年、ロンド・ファン・フラーンデレン 優勝

2002年
- デ・パンネ3日間で落車事故に巻き込まれ、その怪我の治りが悪いことや年齢的な面も原因でチームからの契約がシーズン途中にもかかわらず解除されることになり、同年5月に行われたツール・ド・ベルギー第3ステージを勝利した当日に選手を引退した（契約解除の事実は後日表面化した）。

その後政治家に転身。2006年8月、モルドバ共和国のスポーツ大臣に任命された。
2009年より、チーム・カチューシャのチームマネジャーに就任。現在、同チームのゼネラルマネジャー(GM)を務める。

## エピソード
1993年には最強チームとして名高かったGB-MGチームに在籍するが、マリオ・チポリーニを中心とするイタリア勢とヨハン・ムセウを中心とするベルギー勢との軋轢に悩まされた。彼曰く「ベルギー選手のアシストをすればイタリア勢から文句を言われ、イタリア選のアシストに加われば逆のことになる」という状態だったという。この末に「モルドバはベルギーの植民地でもイタリアの植民地でもない」と非難のコメントを残し、自分をエース格として扱うロットチームへ移籍した。